# 薩金特鎮區 (密蘇里州德克薩斯縣)
薩金特鎮區（英語：Sargent Township）是位於美國密蘇里州德克薩斯縣的一個行政鎮區。

## 地方資料
薩金特鎮區的面積為92.11平方千米，當中陸地面積為92.07平方千米，而水域面積為0.04平方千米。根據2020年美國人口普查的數據，當地共有人口381人，而人口密度為每平方千米4.14人。